# پوشش بتن

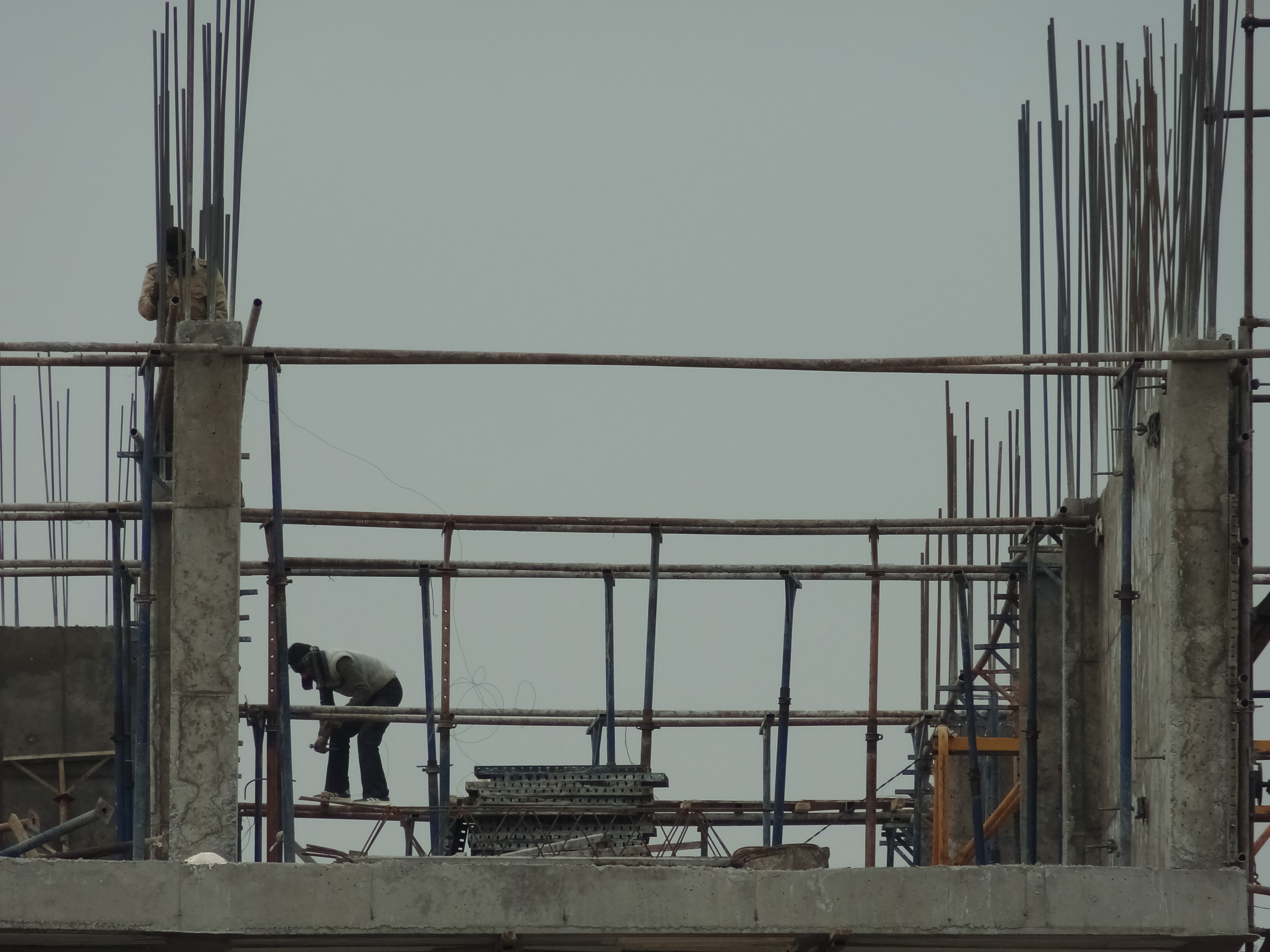
یک سازه با پوشش بتنی و میل گردها در ایران

کمترین فاصلهٔ بین سطح میل‌گردهای جاسازی شده در بتن تا سطح بیرونی بتن، پوشش بتن نامیده می‌شود.

## هدف از ایجاد پوشش
دلایل ایجاد پوشش در بتن عبارتند از:
- محافظت از میلگردها در برابر خوردگی ناشی از شرایط محیطی؛
- محافظت از میل‌گردها در برابر آتش‌سوزی؛
- ایجاد شرایط مناسب برای جای‌گذاری آرماتورها در درون بتن و جلوگیری از لغزش میل‌گردها در محیط بتن.

## پوشش بتن در آیین‌نامه‌های ساختمانی
| کشور         | آیین‌نامه بتنی | محدودهٔ پوشش بتن (میلی‌متر) |
| ------------ | ------------- | ------------------------- |
| بریتانیا     |               | ۲۵–۵۰                     |
| اروپا        | (EN 1992 (EC2 | قطر+۱۰–۵۵                 |
| ایالات متحده | ACI:318       | ۴۰–۵۰                     |
| استرالیا     | AS:3600       | ۱۵–۳۰                     |

## روش‌های تأمین پوشش در بتن

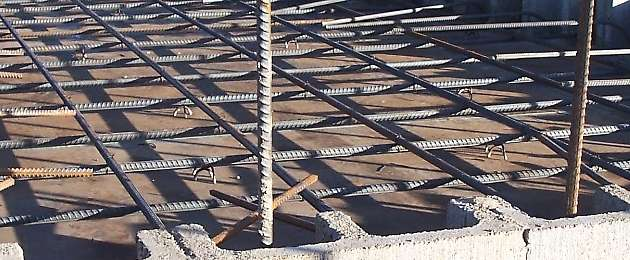
تکیه‌گاه‌های پلاستیکی برای نگه‌داشتن میل‌گردها جهت تأمین پوشش بتنی در دال سقف
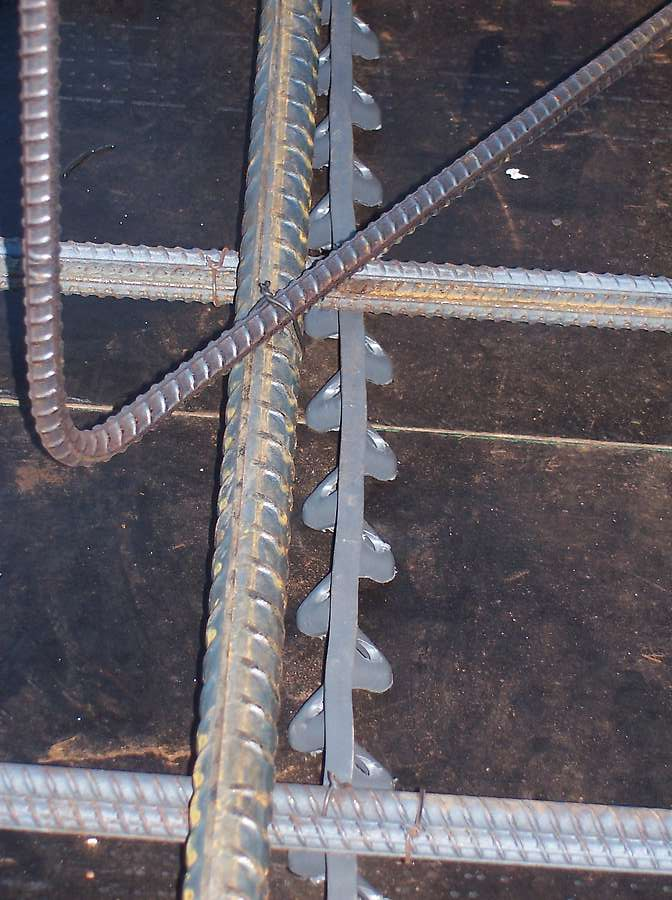
نوارهای پلاستیکی، جهت نگه‌داشتن میل‌گردهای سنگین در دال سقف
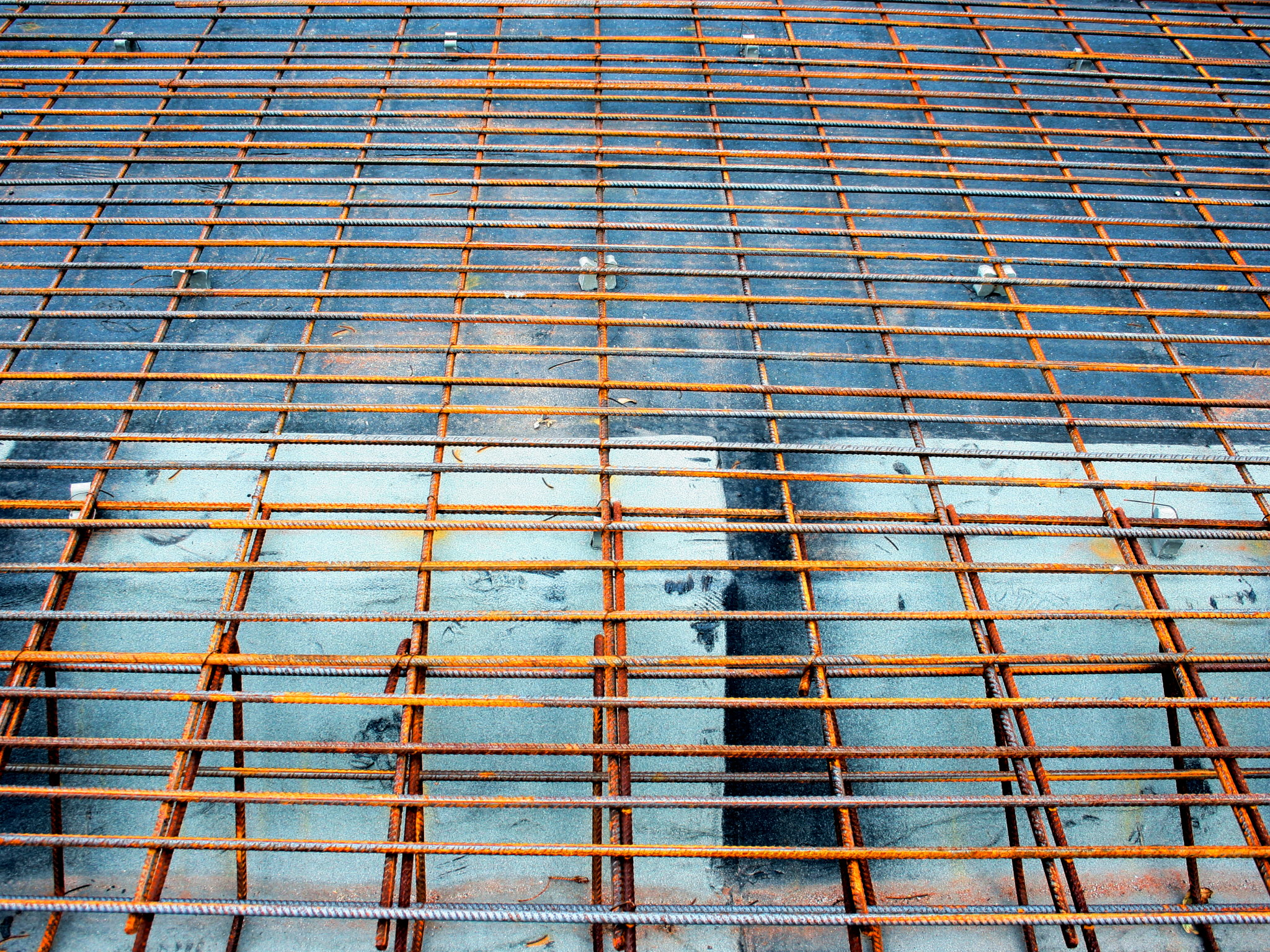
نگه‌دارنده‌های کوچک در بتن
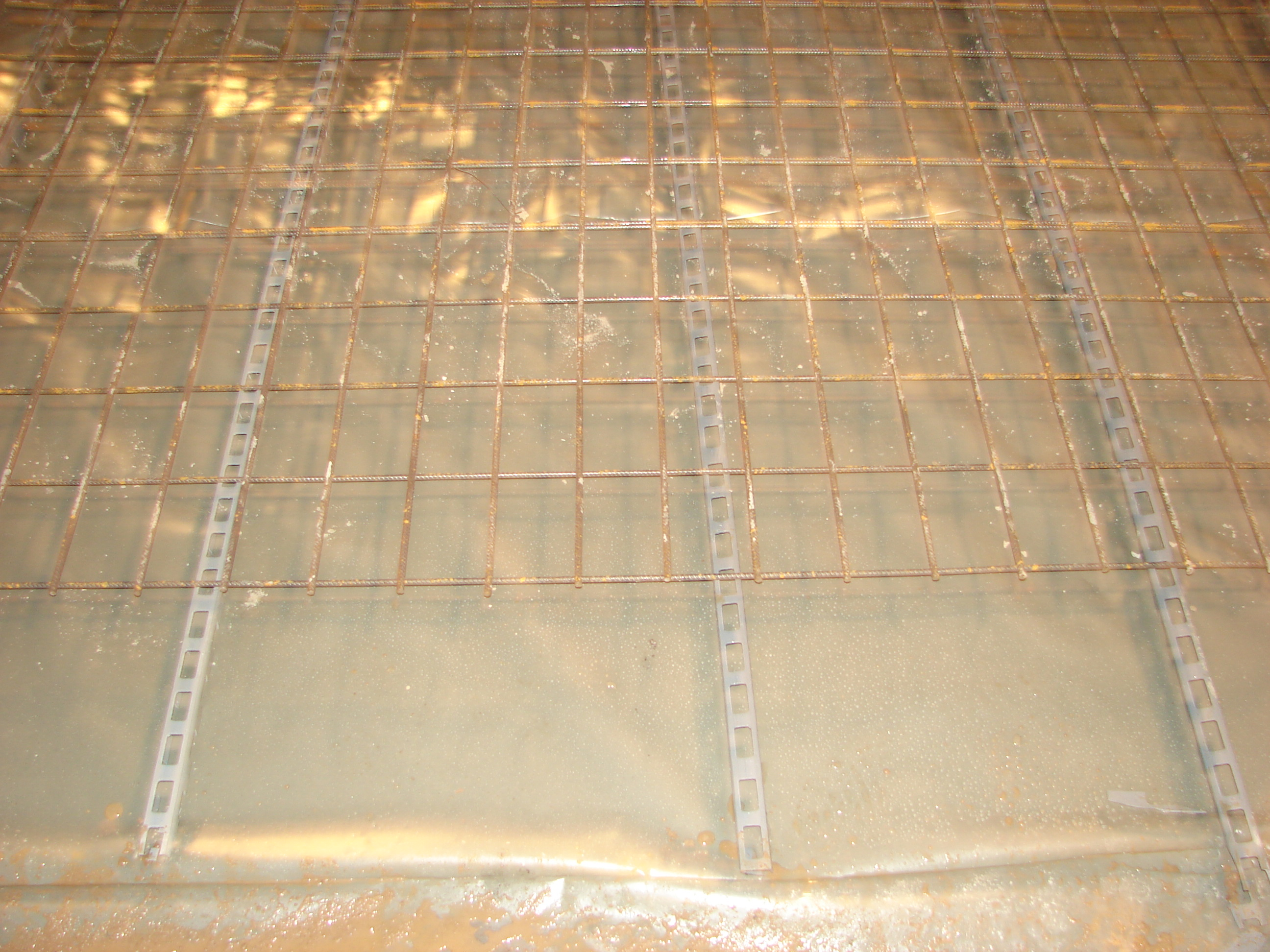
زیرلایه‌های پلاستیکی
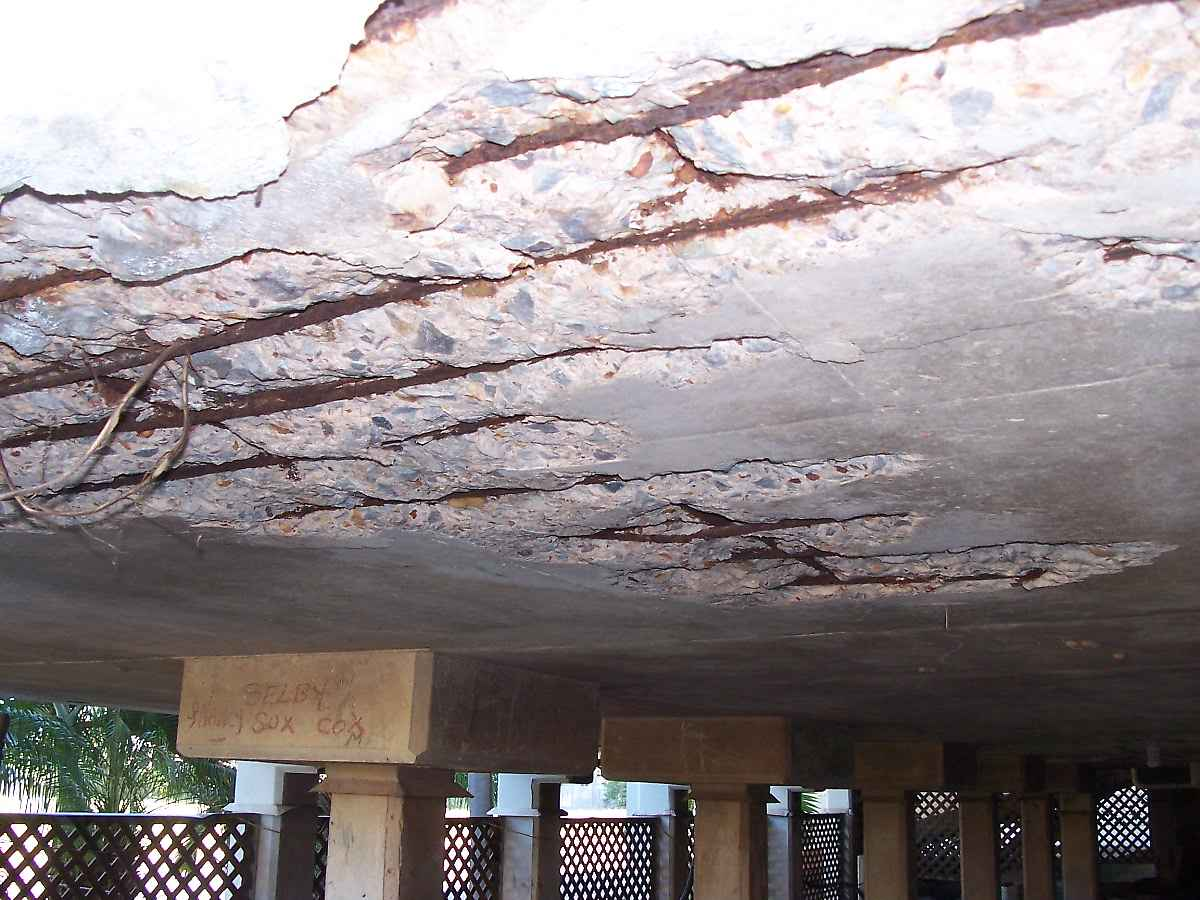
نتیجهٔ عدم تأمین پوشش مناسب در بتن